# Borókás-nyáras

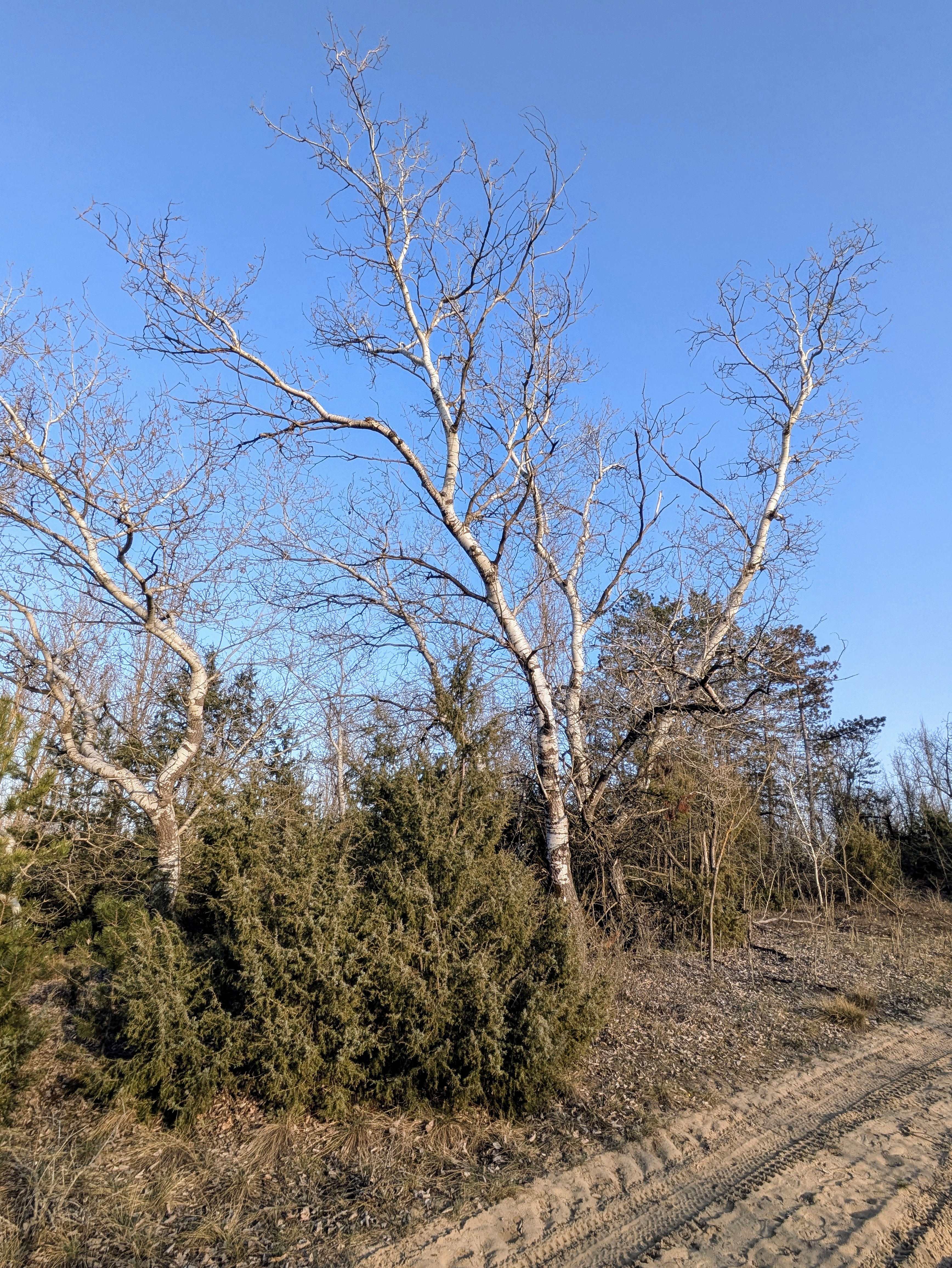
Pannon homoki borókás-nyáras a Csévharaszti Borókás Természetvédelmi Területen

A borókás-nyáras (Junipero-Populetum), illetve (Junipero-Populetum albae) Magyarországon főleg a Duna–Tisza köze meszes homokján, a buckák száraz oldalain és a buckák közötti szélvédett laposokon megszokott, védett növénytársulás. Ősborókás néven is ismert; a Kiskunsági Nemzeti Park egyik fő természeti értéke.

## Állományalkotó fajai
A lombszint két fő faja:

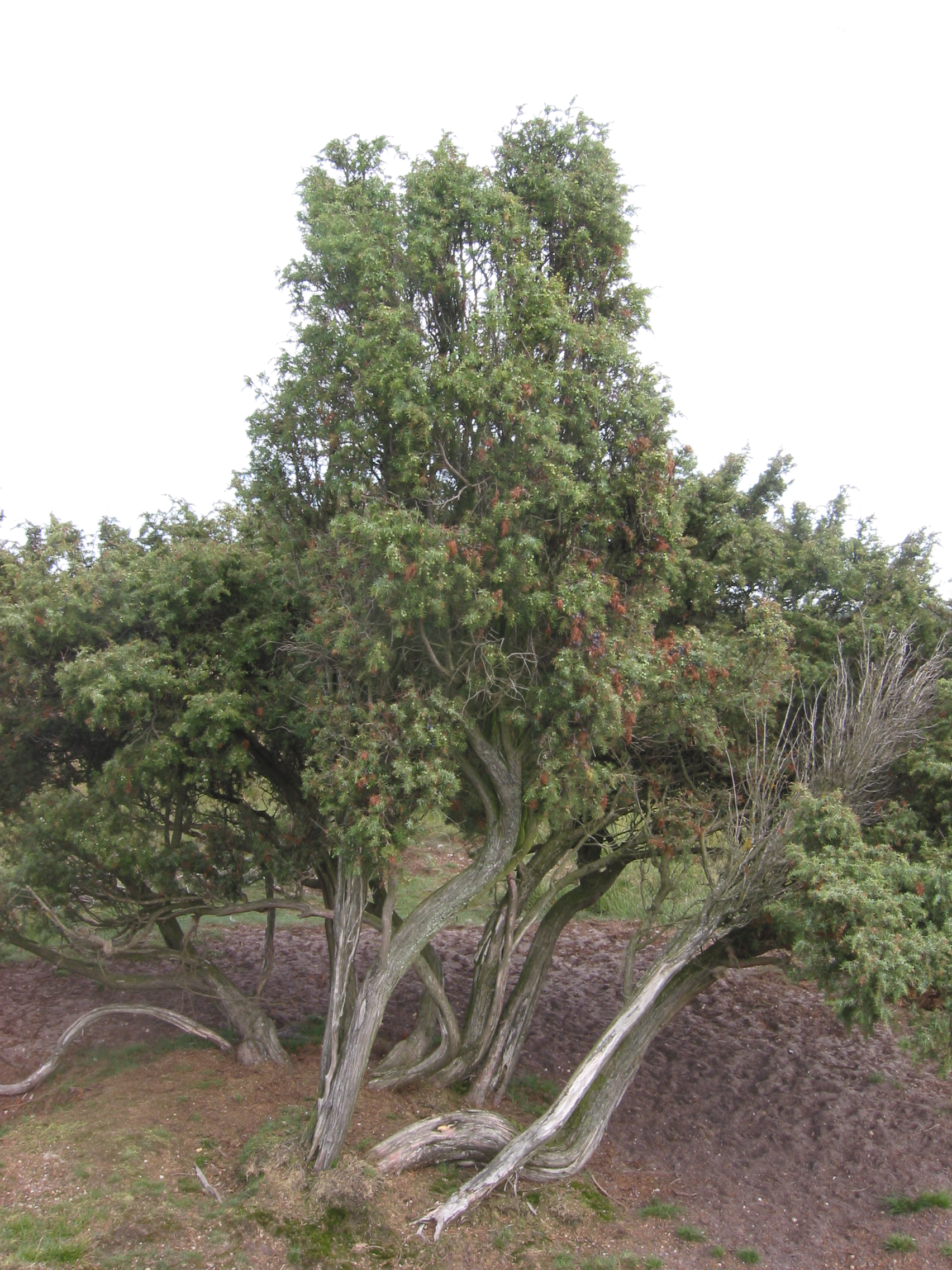
Borókabokor

- közönséges boróka (Juniperus communis),
- fehér nyár (Populus alba).

Aljnövényzetében ugyanazokat a lágyszárú fajokat találjuk, mint a meszes homokpusztagyepeken:
- kései szegfű (Dianthus serotinus),
- kék szamárkenyér (Echinops ritro subsp. ruthenicus) stb.

Ahol a buckák közeiben zárul a nyárasok lombkoronája, a fényhiány miatt az aljnövényzet drasztikusan csökken, esetenként teljesen hiányzik.
Moha- és zuzmószintje is fejlett.

## Kialakulása
- Elsődlegesen a homok beerdősülésének kezdetén jelenik meg;
- másodlagosan tölgyesek helyén fejlődik ki.

Záró növénytársulás azokon a kevés humuszt tartalmazó homoktalajokon, amelyek alatt a talajvíz viszonylag mélyen van, mert ilyen kedvezőtlen termőhelyi feltételek mellett a homoki tölgyes nem fejlődik ki. Gyakran a homokpusztai erdők (főleg a gyöngyvirágos tölgyesek) szegélytársulása, illetve kialakulásuk vagy leromlásuk egy köztes állomása.

## Változatai
A buckák vízzel viszonylag kedvezően ellátott közeiben a nyárasok lombkoronája esetenként záródhat. A fehér nyár koronája fokozatosan záródik, és a boróka apránként kiszorul a nyárfák közül – kezdetben a lombkoronák közötti, foltokban tenyészik, később már csak a nyárcsoportok szélén marad meg. A fehérnyáras aljnövényzete hosszú ideig őrzi a homokpusztagyepek védett növényfajait.
A buckaoldalakon a társulás ligetessé válik. A buckák közeikből gyökérsarjakkal „felgyalogló” nyárak koronája nem tud záródni, a fehér nyár csak szálanként jelenik meg. A borókák és a girbegurba, korcs nyárfák között nyílt vagy alig záródó gyepfoltok sorakoznak.